# Дијецеза Панонија
Дијецеза Панонија (лат. Dioecesis Pannoniarum — „Дијецеза Панонаца“), од 395. позната као дијецеза Илирик или дијецеза Илирикум (лат. Dioecesis Illyricum), била је управна област, односно дијецеза (лат. dioecesis) у склопу позног Римског царства. На челу управе налазио се царски намесник са титулом „викар” (лат. vicarius), а главни град дијецезе био је Сирмијум (лат. Sirmium).
Панонскoј дијецези су припадале римске провинције: Панонија Прва, Панонија Валерија, Панонија Савија, Панонија Друга, Далмација, Норик Медитеранеум и Норик Рипенсис. Средином 4. века налазила се у саставу префектуре Илирик, а приликом поделе државе 395. године припала је Западном римском царству. Већи део ове дијецезе пострадао је током хунске инвазије средином 5. века. Око 490. године њено подручје је потпало под власт Острогота, који су на том простору организовали посебне војно-управне јединице у саставу Остроготске краљевине.
Целокупно подручје ове бивше дијецезе тешко је пострадало током аварске инвазије у другој половини 6. века и почетком 7. века. И исто време, на просторима ове разорене дијецезе започиње и насељавање Словена.